# Concerto Moon
Concerto Moon (japanska: コンチェルト・ムーン Koncheruto mūn) är ett power metal/heavy metal-band från Tokyo (Japan) som grundades år 1996 av gitarristen Norifumi Shima (han är den enda ursprungliga medlemmen idag).

## Medlemmar
Nuvarande medlemmar
- Norifumi Shima – gitarr (1996– )
- Shigeharu Nakayasu – basgitarr (2015– )
- Atsushi Kawatsuka – trummor (2015– )
- Wataru Haga – sång (2018– )
- Ryo Miyake – keyboard (2018- )

Tidigare medlemmar
- Kosaku Mitani – basgitarr (1996–2003, 2009' 2012–2014 som live-medlem)
- Nobuho Yoshioka – trummor (1996)
- Osamu Harada – keyboard (1996–1997)
- Takao Ozaki – sång (1996–1999)
- Ichiro Nagai – trummor (1997–2001)
- Toshiyuki Koike – keyboard (1998–2009)
- Takashi Inoue – sång (2001–2011)
- Junichi Sato – trummor (2001–2004)
- Takanobu Kimoto – basgitarr (2003–2009)
- Shoichi Takeoka – trummor (2004)
- Masayuki Osada – trummor (2007–2015)
- Toshiyuki Sugimori – basgitarr (2009–2012)
- Atsushi Kuze – sång (2011–2018)
- Aki – keyboard (2015–2017)

## Diskografi
Studioalbum
- Fragments of the Moon (1997)
- From Father to Son (1998)
- Rain Forest (1999)
- Gate of Triumph (2001)
- Destruction and Creation (self-cover album, 2002)
- Life on the Wire (2003)
- After the Double Cross (2004)
- Decade of the Moon (Boxset, 2008)
- Rise from Ashes (2008)
- Angel of Chaos (2010)
- Savior Never Cry (2011)
- Black Flame (2013)
- Between Life and Death (2015)
- Tears of Messiah (2017)
- Ouroboros (self-cover album, 2019)
- Rain Fire (2020)
- Back Beyond Time (2024)

Livealbum
- Live Concerto (1997)
- The End of the Beginning (1999)
- Live: Once in a Life Time (2003)
- Live for Today, Hope for Tomorrow (2011)
- Prologue to Messiah Tour (2017)

EP
- Time to Die (1999)
- Concerto Moon (2004)
- Live and Rare (2014)
- Waiting For You (2024)

Singlar
- "鋼鉄組曲 -宇宙より愛をこめて-" (1997)
- "Surrender" (1998)
- "Highway Star" (1999)
- "Road to High" (2013)